# Alcide Hyacinthe du Bois de Beauchesne
Alcide Hyacinthe du Bois de Beauchesne (* 31. März 1804 in Lorient, Frankreich; † 29. November 1873 in Varennes-sur-Allier, Frankreich) war ein französischer Schriftsteller.
Beauchesne studierte zu Noyon und Douai, wurde 1825 Kabinettsvorstand des Departments der schönen Künste und zwei Jahre später königlicher Kammerherr. In dieser doppelten Stellung unterhielt er engen Kontakt mit bedeutenden Schriftstellern und Künstlern seiner Zeit. Er forschte zur Literatur des Mittelalters, unternahm zum Zweck dieser Studien eine längere Reise nach Deutschland und wurde nach seiner Rückkehr zum Sektionsvorsteher beim Nationalarchiv ernannt (1853). Im Jahr 1865 wurde er zum Offizier der Ehrenlegion ernannt.

## Publikationen
- Louis XVII, sa vie, son agonie, sa mort, captivité de la famille royale au Temple (1852)
- Souvenirs poétiques (1830)
- Le Livre des jeunes mères (1858)

## Quelle
- Meyers Konversationslexikon, Zweiter Band, Dritte Auflage, Leipzig 1874, S. 829.